# Hydroxigrupp

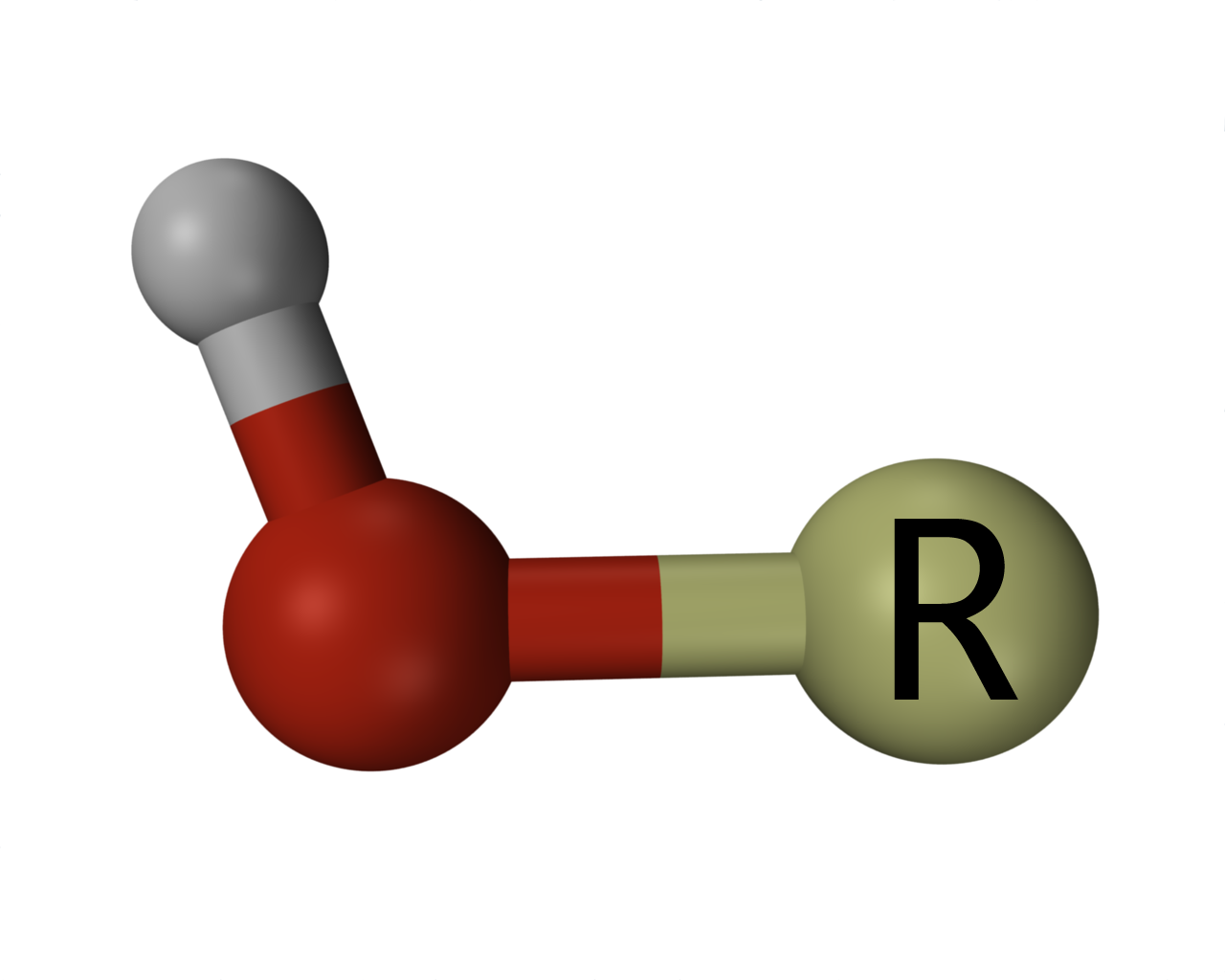
Hydroxigruppen utgörs på bilden av den röda syreatomen (O) och vita väteatomen (H). R föreställer resten av molekylen som kan utgöras av olika ämnen.

Hydroxigrupp, (OH) eller hydroxylgrupp, är en funktionell grupp i en molekyl, bestående av en syreatom och en väteatom och skriven som –OH. Hydroxigruppen ingår bland annat i alkoholer. Till följd av att hydroxigruppen kan ge upphov till vätebindningar, har alkoholer exempelvis högre kokpunkt och ökad vattenlöslighet jämfört med motsvarande alkan.